# آيهوب
آيهوب (US: /ˈaɪ.hɒp/ EYE-hop; بيت الفطائر الدولية)، ويعني اسمه عين الأمل وقد جاء شعاره برسم ابتسامة فهذا هو هدف الشركة، أن ترسم الأمل لعملائها وهي سلسلة مطاعم أمريكية متعددة الجنسيات في تقديم البانكيك هاوس/داينر تقوم بالخدمة على الطاولة وهي متخصصة في أطعمة وجبة الإفطار. هي مملوكة لشركة داين براندز العالمية - وهي شركة تم تأسيسها بعد شراء آيهوب لشركة أبل بيز، بالرغم ان 99 ٪ من المطاعم تدار من قبل أصحاب الامتياز بشكل مستقل.

## تاريخ
تأسست الشركة في عام 1958 على يد جيري لابين وآل لابين وألبرت كاليس وبمساعدة شيروود روزنبرغ وويليام كاي في مدينة لوس أنجلوس بولاية كاليفورنيا، وسميت في البدء «بيت البان كيك العالمي»، وفي عام 1973 استبدل اسم الشركة لأغراض التسويق بأيهوب وهو اسم مختصر تكون بأخذ الحروف الأولى من الاسم القديم.
استحوذت شركة أيهوب في 29 نوفمبر 2007 على سلسلة مطاعم أبل بيز بفروعها البالغ عددها 500 فرع مقابل 2.1 مليار دولارًا أمريكيًا بحيث حصل الشركاء المساهمين على مبلغ 25.50 دولارًا للسهم الواحد.

## قوائم الطعام

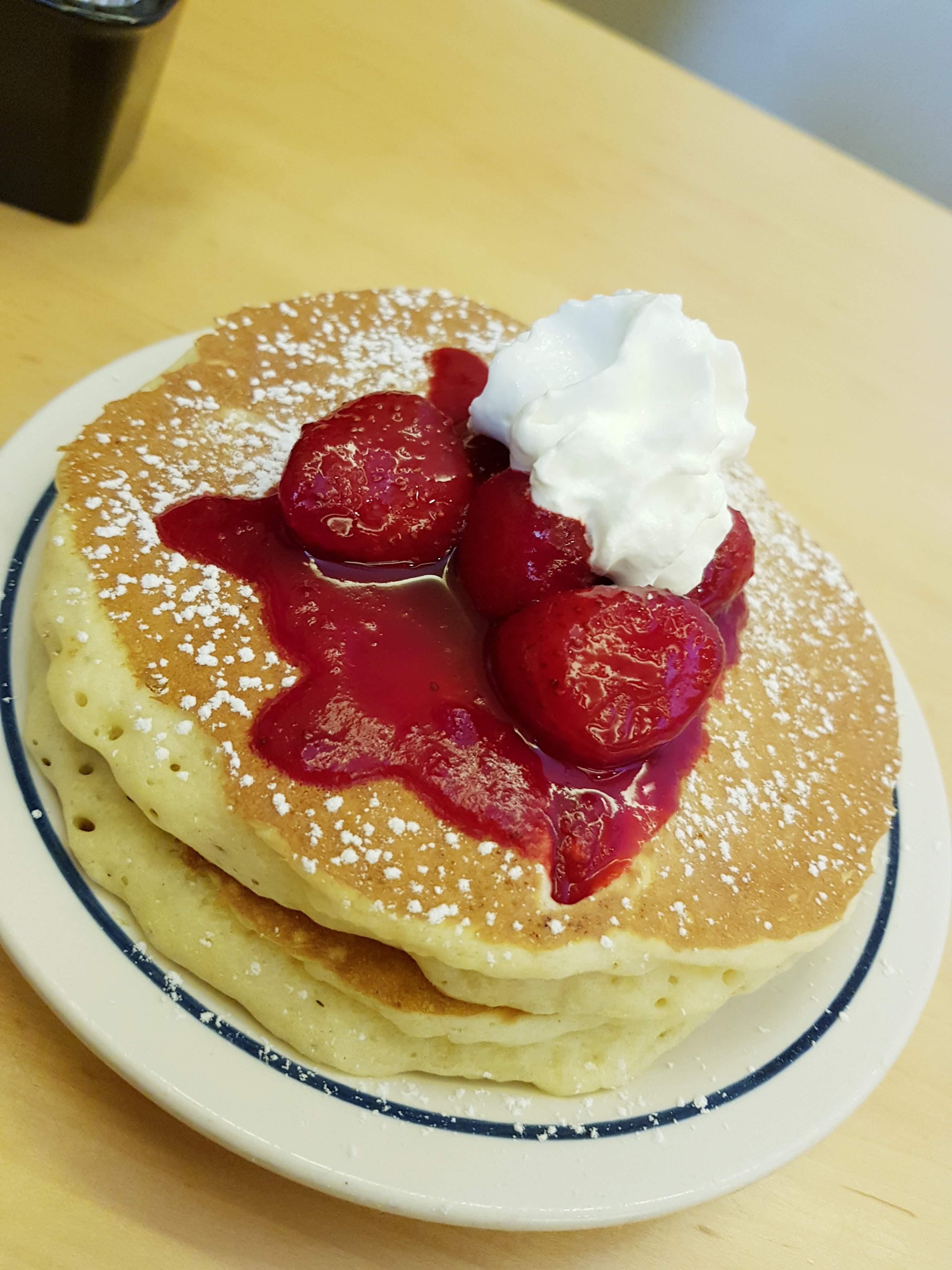
فطيرة تشيزكيك من آيهوب، فرع جدة بالمملكة العربية السعودية

ركزت مطاعم أيهوب في البداية على تقديم وجبات الإفطار التي تحتوي على عناصر مثل البان كيك والوافل والخبز الفرنسي المحمص والعجة، قبل أن توسع قائمة طعامها في وقت لاحق خاصة خلال ثمانينيات القرن العشرين لتشمل عناصر الغداء والعشاء القياسية الموجودة في سلاسل المطاعم المماثلة مثل الساندويتشات والبرغر والسلطات.

## المواقع والفروع
تضم سلسلة مطاعم أيهوب نحو 1841 مطعمًا في الولايات المتحدة الأمريكية، وكندا، والمكسيك، وبيرو، والإكوادور، وغواتيمالا، والإمارات العربية المتحدة، والكويت، والمملكة العربية السعودية، وقطر، والبحرين، ولبنان، منها 161 فرعًا مملوكًا للشركة، و1680 مطعم منحتها الشركة امتياز استعمال علامتها التجارية.
تفتح مطاعم السلسلة أبوابها من الساعة السابعة صباحًا وحتى العاشرة مساءًا كحد أدنى لساعات العمل. إلا أن العديد من فروعها تظل مفتوحة على مدار 24 ساعة طوال أيام الأسبوع.

## معرض صور

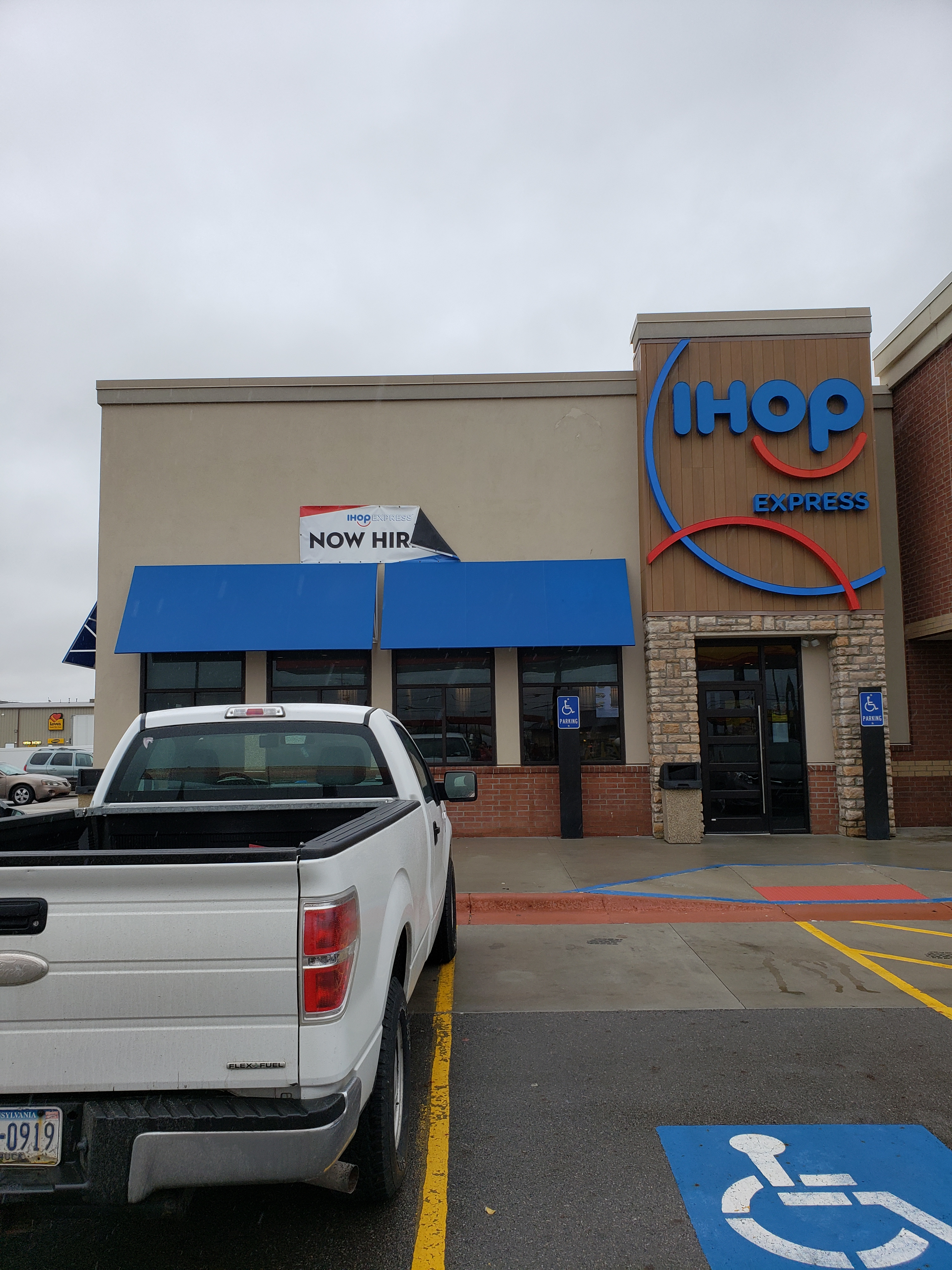
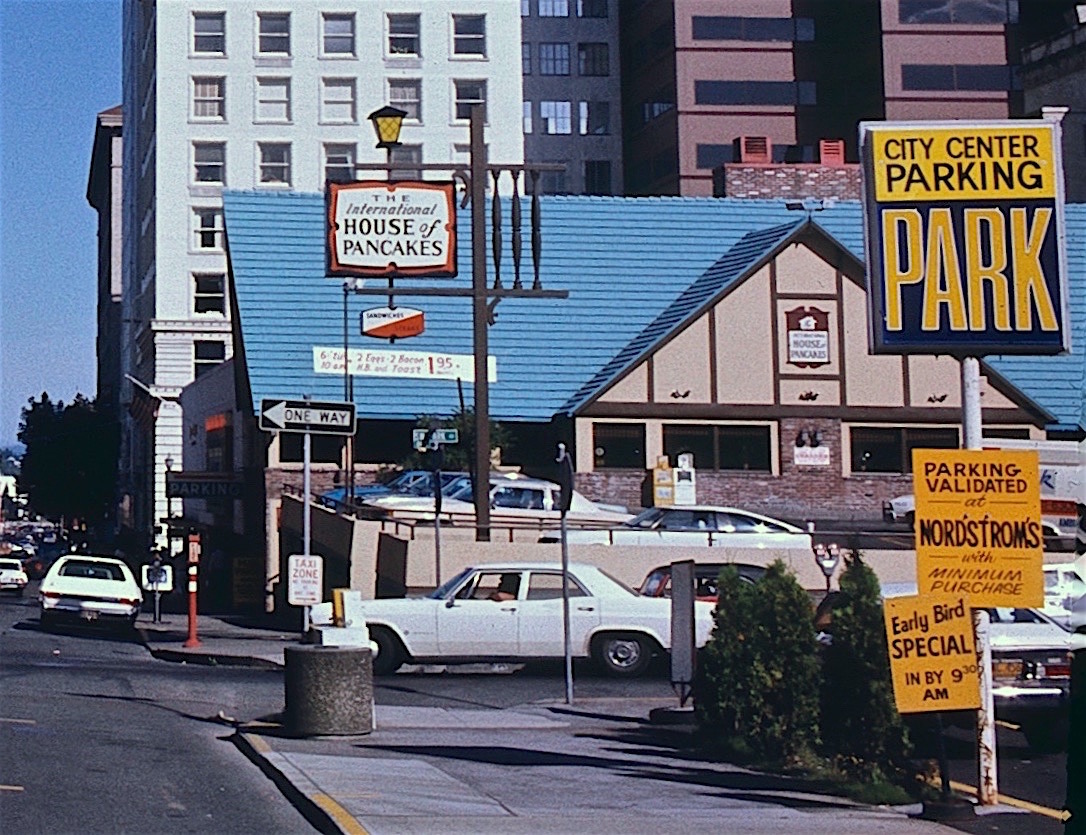
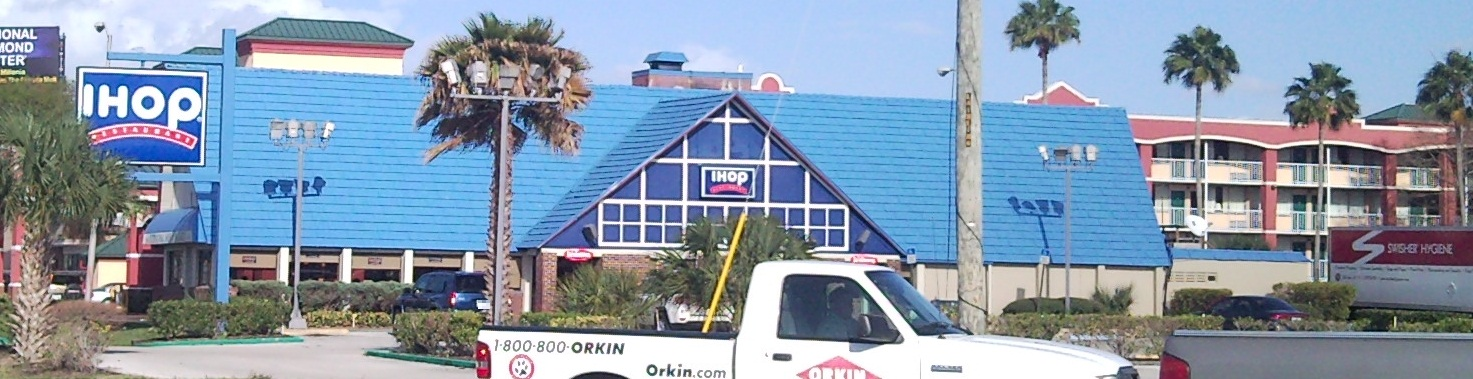
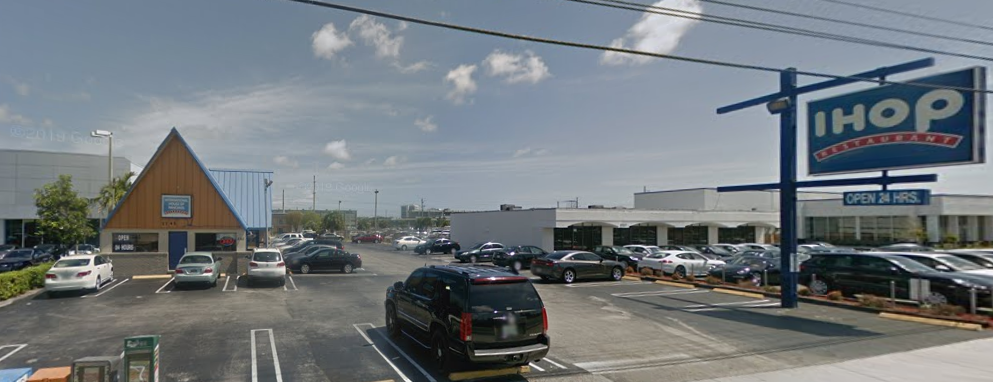